# Yasser Seirawan
Yasser Seirawan (Damasco, Siria, 24 de marzo de 1960) es un Gran Maestro Internacional de ajedrez estadounidense de origen sirio y 4 veces campeón de EE. UU.. Ganó el Campeonato Mundial Junior de Ajedrez de 1979.
Llegó a 2711 de rating en ELO en 1987 y compitió varias veces en las eliminatorias para el campeonato mundial. Su ubicación máxima durante dos años fue en el número 14 del ranking mundial. 
Es un prolífico escritor de literatura ajedrecista y su libro Chess Duels ha sido récord de ventas durante varios años. 
Actualmente se desempeña como analista y comentador para Chess 24 de la final entre Magnus Carlsen e Hikaru Nakamura con récords de audiencia[cita requerida] junto al GM Peter Lékó.

## Biografía
Nació en Damasco (Siria). Su padre era árabe y su madre una enfermera inglesa de Nottingham, donde pasó algún tiempo en su infancia. Cuando tenía siete años, su familia emigró a Seattle (Estados Unidos), donde asistió a la McClure Middle School y al Garfield High School y perfeccionó su juego en una cafetería, The Last Exit on Brooklyn, jugando contra el maestro nacido en Letonia Viktors Pupols y el seis veces campeón del estado de Washington Jim McCormick.
Se casó con Yvette Nagel, hija del antiguo presidente del partido político holandés Leefbaar Nederland y político Jan Nagel.

## Carrera
Seirawan empezó a jugar al ajedrez a los 12; a los 13 se convirtió en el campeón juvenil del estado de Washington. A los 19 ganó el Campeonato Mundial Junior de Ajedrez. También ganó una partida a Víktor Korchnói, quién entonces invitó a Seirawan a Suiza, donde Korchnói estaba entrenando para su match por el título mundial contra Anatoli Kárpov.
Durante muchos años fue el editor jefe de la revista Inside Chess, que posteriormente se convirtió en una revista únicamente en línea y después una columna en Chesscafe. Notables fueron sus victorias sobre los campeones mundiales reinantes Anatoly Kárpov en Mar del Plata 1982 y Garry Kasparov en Londres 1986. 
En 2001, Seirawan lanzó un plan para reunificar el campeonato del mundo, que en ese momento tenía dos campeones: Ruslán Ponomariov había ganado el título bajo auspicio de la FIDE, mientras que Vladímir Krámnik había logrado vencer -ante el asombro del mundo entero-  a un Garry Kaspárov desmotivado y ya ocupado en otros temas como su candidatura a presidente de Rusia.
Convocó un match entre Ponomariov y Kaspárov (el número uno del mundo) y otro entre Krámnik y el vencedor del torneo Einstein de 2002 en Dortmund (que resultó ser Péter Lékó). Los vencedores de estos matches jugarían entonces uno con otro para convertirse en campeón del mundo. Este plan fue firmado por todas las partes el 6 de mayo de 2002 en el llamado "Acuerdo de Praga". El match Krámnik-Lékó tuvo lugar (el match fue tablas,a pesar del brillante juego del húngaro, por lo que Krámnik retuvo su título); el match Kaspárov-Ponomariov fue cancelado en 2003 debido al desinterés de Kasparov  y este plan ya no fue necesario pues en septiembre–octubre de 2006 el Campeonato del mundo de ajedrez de la FIDE de 2006 entre Krámnik y Veselin Topalov reunificaría  el título de campeón del mundo.
Siguiendo una serie de eventos en los que participó Seirawan en China durante septiembre de 2003, hubo informaciones de que se retiraría del campo profesional. 
En 2007 Yasser Seirawan reveló elevado juego en Seirawan Chess que está promocionando a lo largo de todo el mundo. El primer evento fue una simultánea a 12 tableros el 31 de marzo en Vancouver, Canada Simultáneas de ajedrez de Seirawan.
En la lista de enero de 2008 de la FIDE, Yasser ocupaba la 98.ª posición en el ranking mundial de la FIDE con 2628 puntos de ELO, siendo el cuarto entre los estadounidenses.

## Libros
Yasser Seirawan ha escrito, junto con el escritor de ajedrez y MI Jeremy Silman, numerosos libros, todos parte de su popular serie "Winning Chess". Originalmente publicada por Microsoft Press, ahora todos están publicados por Everyman Chess. Son:
- Play Winning Chess - Una introducción al ajedrez y algunas estrategias básicas.
- Winning Chess Tactics - Una introducción a la táctica con puzles
- Winning Chess Strategies - Un libro sobre cómo utilizar pequeñas ventajas y utilizar las estrategias para realizarlas.
- Winning Chess Openings - Da una breve descripción sobre cientos de aperturas populares, así como de estrategias en la apertura.
- Winning Chess Endings - Una introducción al final.
- Winning Chess Brilliances - Partidas notables en ajedrez que son analizadas por el autor.
- Winning Chess Combinations - Enseña a jugadores cómo reconocer los principales patrones de combinación; una continuación de Winning Chess Tactics.